# Fernando Vandelli
Fernando Vandelli   (Mòdena, 5 d'abril de 1907 - Mòdena, 1977) va ser un atleta italià, especialista en el llançament de martell, que va competir en els anys previs a la Segona Guerra Mundial.
El 1932 va disputar els Jocs Olímpics d'Estiu de Los Angeles, on fou novè en la prova del llançament de martell del programa d'atletisme.
En el seu palmarès destaca una medalla de plata en la prova del llançament de martell al Campionat d'Europa d'atletisme de 1934, rere Ville Pörhölä; i els campionats nacionals de martell de 1931, 1932, 1933 i 1934.

## Millors marques
- Llançament de martell. 49.28 m (1932)[4]